# Gugești
Gugesti là một xã thuộc hạt Vrancea, România. Dân số thời điểm năm 2002 là 6503 người.